# José-Jimenez Aranda
Pour les articles homonymes, voir Aranda.
José-Jimenez Aranda, né à Séville le 7 février 1837 et mort dans la même ville le 6 mai 1903, est un peintre espagnol, frère des peintres Luis Jiménez Aranda et Manuel Jiménez Aranda.

## Biographie
Élève de Manuel Cabral et de Eduardo Cano de la Peña, il entre en 1851à la Real Academia de Bellas Artes de Santa Isabel de Hungría (en) de Séville.
Il obtient en 1882 une médaille de 3e classe au Salon des artistes français puis à l'Exposition universelle de Paris de 1889 la médaille d'or. A l'Exposition universelle de 1900, il reçoit de nouveau la médaille d'or et au Salon des artistes français, une médaille de 2e classe. 
Son œuvre la plus célèbre, Sermon dans la cour des orangers à la cathédrale de Séville est conservée au musée de Boston. Les Bibliophiles et Un accident pendant la course des taureaux ont aussi été remarqués.

## Galerie

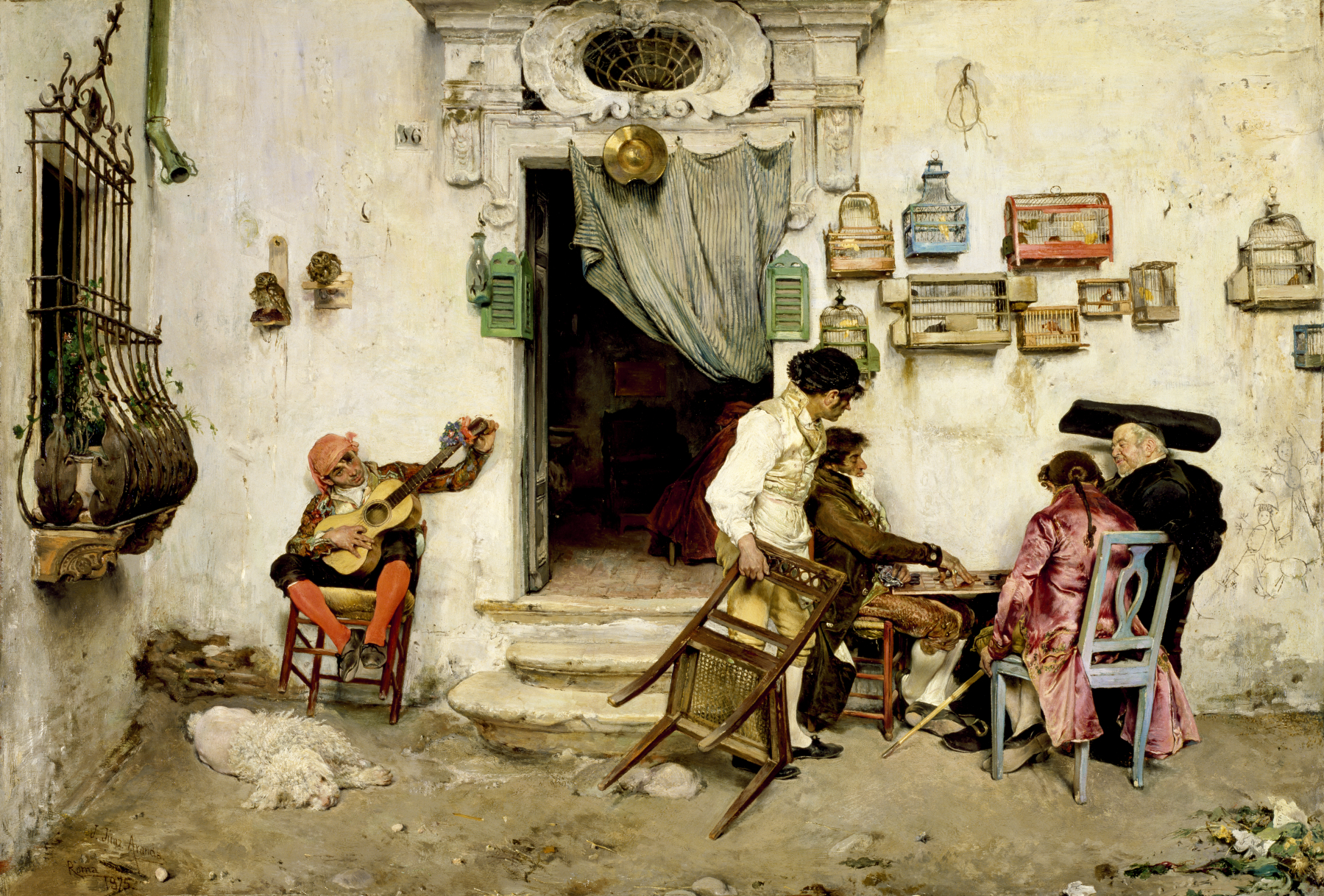
Figaro's Shop, Walters Art Museum
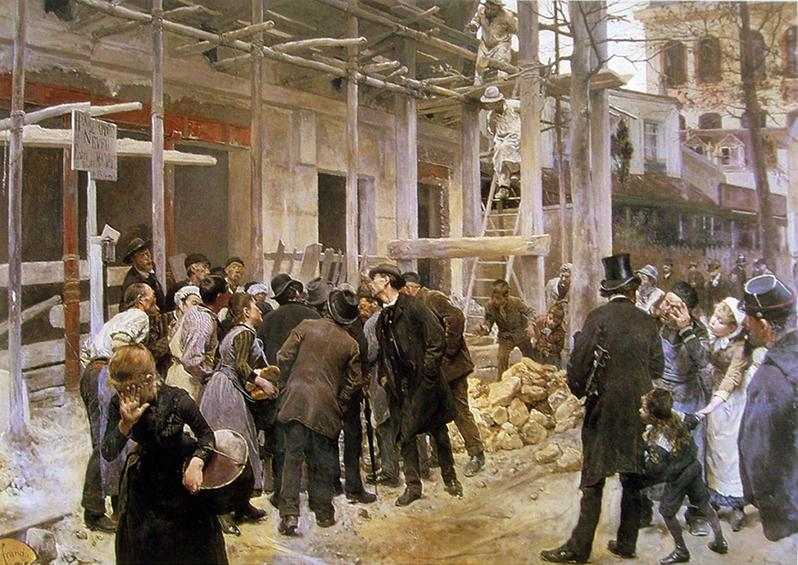
Una desgracia, Musée des beaux-arts de Séville
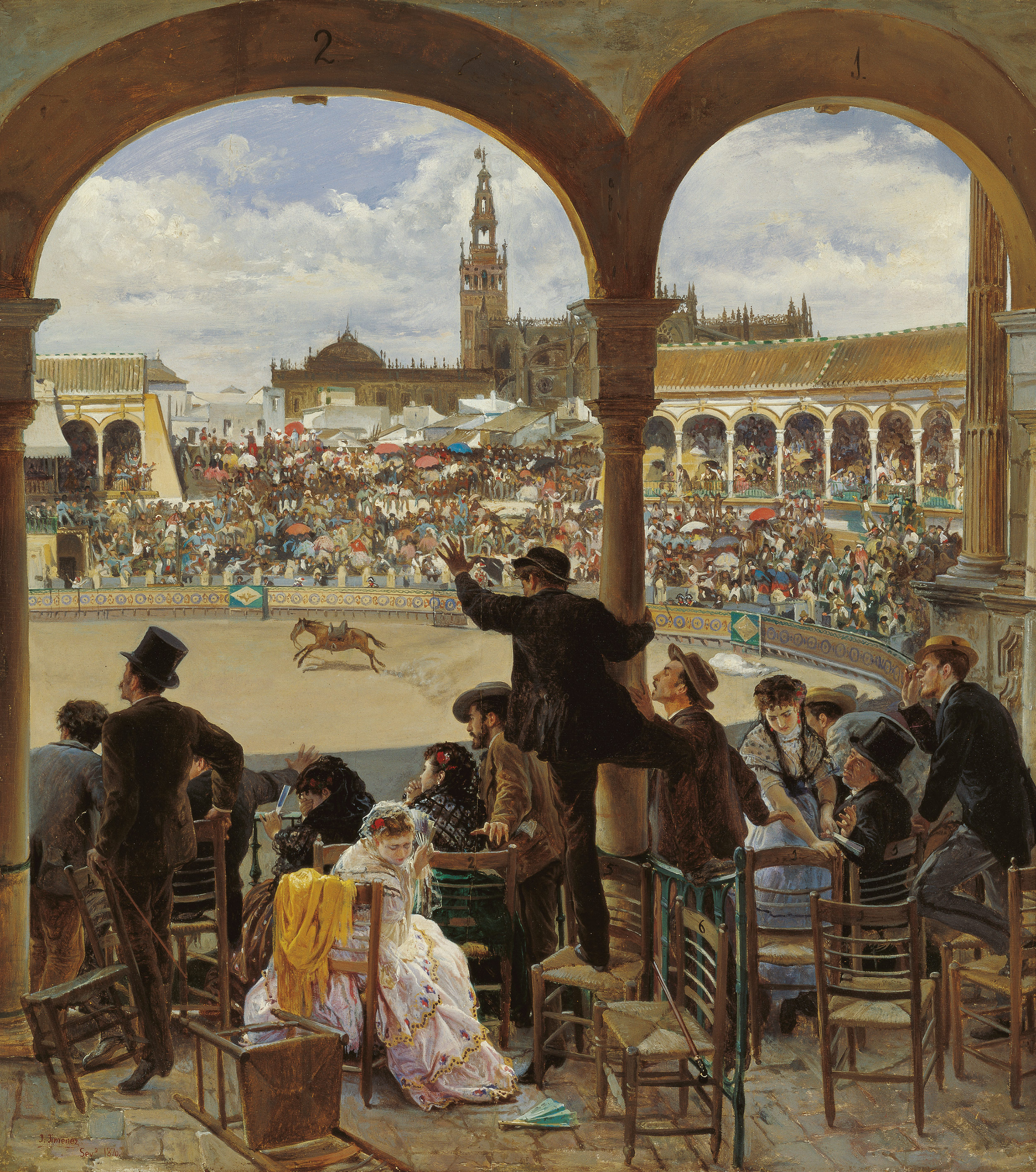
A Pass in the Bullring, Musée Carmen Thyssen
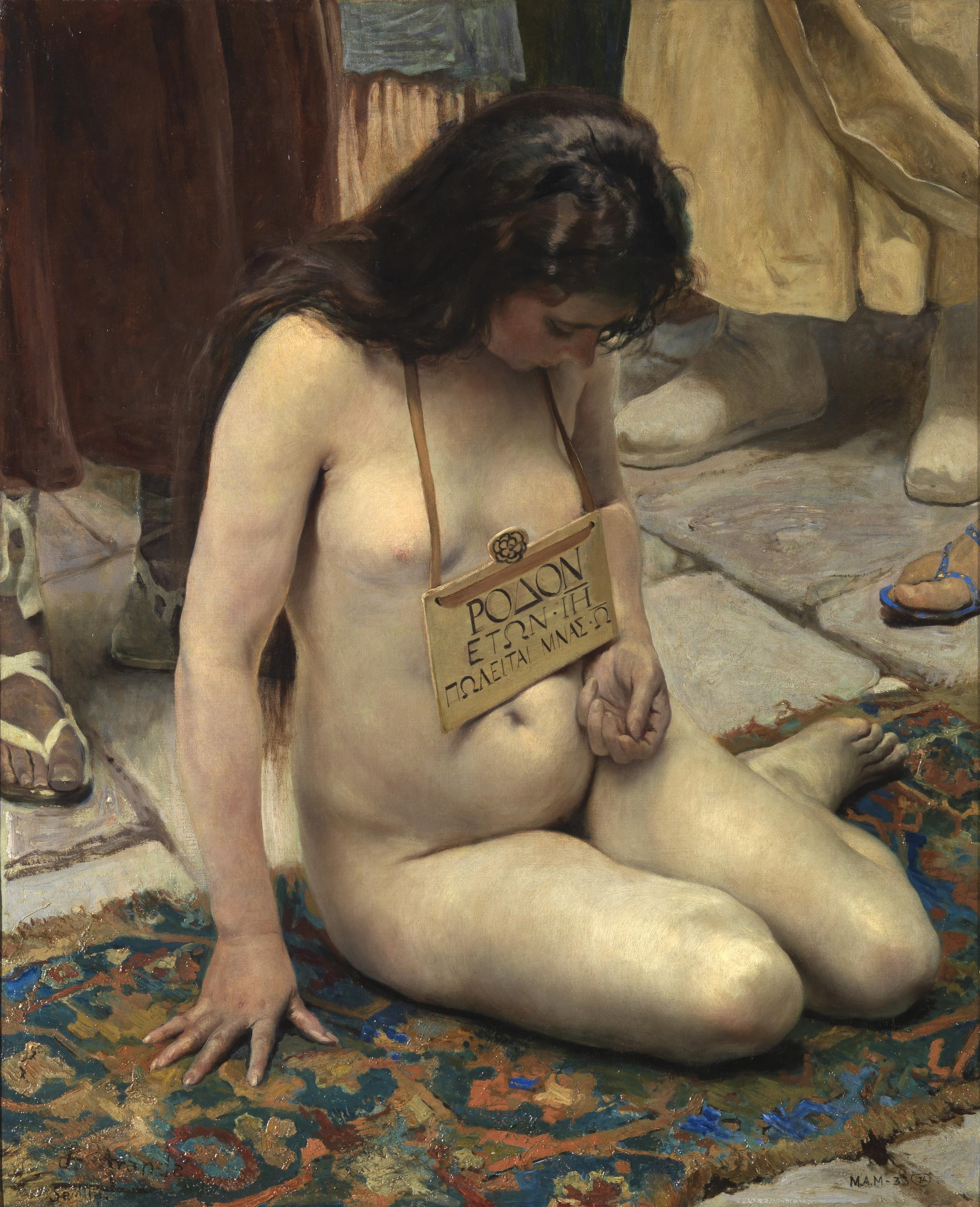
La joven, desnuda y sentada sobre una alfombra, 1897, Musée de Malaga
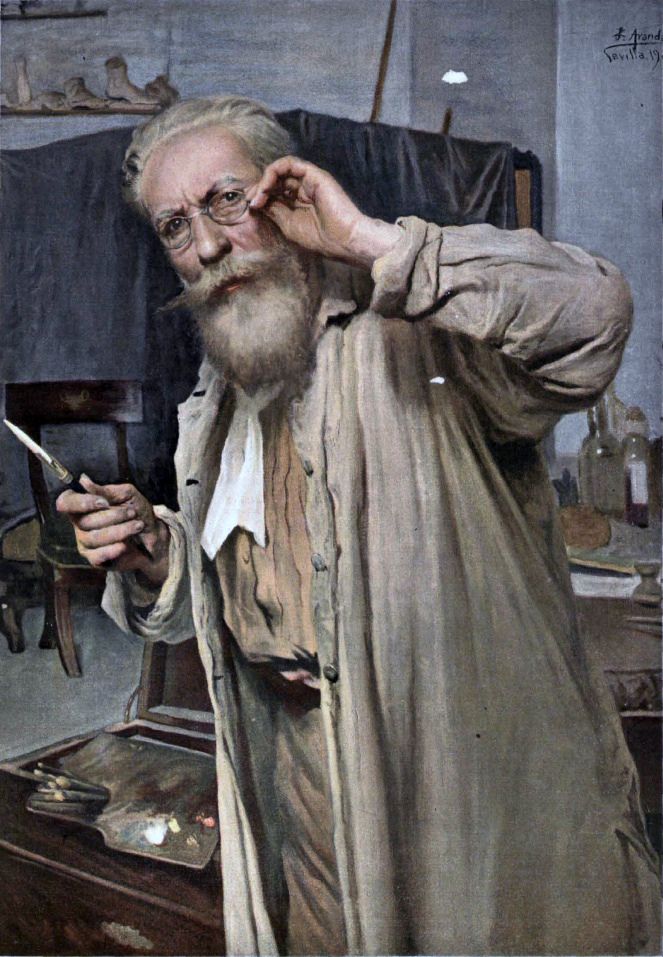
Autoportrait